# Wiartel Mały
Wiartel Mały (deutsch Klein Wiartel) ist ein kleiner Ort in der polnischen Woiwodschaft Ermland-Masuren und gehört zur Gmina Pisz (Stadt- und Landgemeinde Johannisburg) im Powiat Piski (Kreis Johannisburg).

## Geographische Lage
Wiartel Mały liegt am Ostufer des Großen Wiartelsees (polnisch Jezioro Wiartel) in der südöstlichen Woiwodschaft Ermland-Masuren, acht Kilometer südwestlich der Kreisstadt Pisz (deutsch Johannisburg).

## Geschichte
Klein Wiartel wurde 1699 mit einer Hufe als Schatullsiedlung gegründet. Der aus nur ein paar kleinen Höfen bestehende Ort war bis 1945 eine Ortschaft der – nach 1903/07 nur noch „Wiartel“ genannten – Gemeinde Groß Wiartel im Kreis Johannisburg im Regierungsbezirk Gumbinnen (ab 1905: Regierungsbezirk Allenstein) der preußischen Provinz Ostpreußen. Im Jahre 1905 zählte Klein Wiartel 41 Einwohner in fünf Wohnhäusern.
In Kriegsfolge kam Klein Wiartel 1945 mit dem gesamten südlichen Ostpreußen zu Polen und erhielt die polnische Namensform „Wiartel Mały“. Heute ist es eine Ortschaft im Verbund der Stadt- und Landgemeinde Pisz im Powiat Piski, bis 1998 der Woiwodschaft Suwałki, seitdem der Woiwodschaft Ermland-Masuren zugehörig.

## Kirche
Bis 1945 war Klein Wiartel in die evangelische Kirche Johannisburg in der Kirchenprovinz Ostpreußen der Kirche der Altpreußischen Union sowie in die römisch-katholische Kirche in Johannisburg im damaligen Bistum Ermland eingepfarrt.
Heute gehört Wiartel Mały katholischerseits zur Pfarrgemeinde in Wiartel ((Groß) Wiartel) im Bistum Ełk der Römisch-katholischen Kirche in Polen. Die evangelischen Einwohner orientieren sich weiterhin zur Kirchengemeinde in der Kreisstadt Pisz, jetzt innerhalb der Diözese Masuren der Evangelisch-Augsburgischen Kirche in Polen.

## Verkehr
Wiartel Mały liegt an einer Nebenstraße, die von der Kreisstadt Pisz in Richtung Süden und über Turośl (Turoscheln, 1938 bis 1945 Mittenheide) und Karpa (Karpa, 1938 bis 1945 Karpen) nach Łyse – bereits in der Woiwodschaft Masowien gelegen – führt. Eine Bahnanbindung besteht nicht.